# Bart Rijnhout
Bart M. Rijnhout (Leiden, 12 mei 1947 - Leidschendam, 30 juli 2021) was een Nederlandse buschauffeur en schrijver van diverse geschiedkundige boeken betreffende de militaire luchtvaart en uitgaven over de HTM. Tevens voerde hij het beheer over een archief betreffende het Nederlandse autobusmaterieel vanaf de beginperiode tot heden.  

## Levensloop
Op de lagere school bleek hij een talent voor schrijven te hebben; op zijn achtste schreef hij al een schoolkrant. Hij doorliep de MULO in Voorschoten en de LTS in Leiden. Op zijn 18e trad hij als vrachtwagenchauffeur in dienst bij de firma Van Ruiten en Kreijger in Oude Wetering. 
Hij moest zijn militaire dienstplicht vervullen, waar hij dieselmotormonteur, daarna chauffeur, MTO'er werd. Zijn familiegeschiedenis voerde ruim 600 jaar terug in de tijd bij het leger. Na zijn basisopleiding bij de Koning Willem I Kazerne in ‘s-Hertogenbosch, werd hij geplaatst in een tropische opleiding bij de Suriname Compagnie. Na zijn ervaring in de tropen kwam hij terug in Nederland weer als monteur bij de Technische Dienst in de oude Kromhout kazerne in Utrecht. Daar stond voormalig oorlogsmaterieel opgeslagen, waarmee gereden kon worden. Rijnhout behaalde hiertoe zijn militair groot rijbewijs en werd bij de 333ste Cie TD op kamp Stroe tewerkgesteld, waar veel materieel in de open lucht stond opgeslagen. Op dit kamp waren veel Molukkers en Ambonezen werkzaam, waarvan hij veel leerde en veel aantekeningen maakte. De hier opgestelde GMC’s vormden een zwak voor hem. Hij bouwde veel kennis en ervaring op tijdens het verdere verloop van zijn militaire dienst, waarbij hij steeds veel aantekeningen maakte.
Na zijn militaire dienst trad hij wederom als vrachtwagenchauffeur in dienst, maar nu bij de firma J. v.d. Luijt & Zn. in Oegstgeest. Bij dit internationaal transportbedrijf reed hij een aantal jaren op de lijn Holland-Zwitserland. Hij wilde echter een baan dichter bij huis en kwam terecht bij het Noordwijkse autobusbedrijf Brouwers Tours, waar hij enkele jaren voor werkte.
Hij solliciteerde bij de HTM en kon direct in dienst treden. Hier reed hij meer dan 38 jaar als vaste chauffeur op buslijn 23. Zijn historische HTM-site over de HTM tijdens de Tweede Wereldoorlog is opgenomen in het archief van de Koninklijke Bibliotheek (KB).
Na al zijn opgedane ervaringen en gemaakte aantekeningen begon hij boeken en artikelen in kranten en tijdschriften, zoals in Avro’s Televizier en diverse andere tijdschriften te schrijven. Hierdoor kwam hij in aanraking met de Marine Luchtvaartdienst (MLD) op het nabij gelegen Vliegkamp Valkenburg, en mocht regelmatig mee op vluchten. Publicaties en boekpresentaties volgden over onder meer de HTM en werd hij vele malen voor radio en televisie geïnterviewd. Hiernaast trad hij als vrijwilliger toe tot het Korps Nationale Reserve en verbleef daar 15 jaar als groepscommandant en schietinstructeur. Ook maakte hij vele luchtfoto’s uit vliegtuigen van de MLD en de Koninklijke Luchtmacht, zoals de Neptune, Breguet Atlantic en de Fokker Friendship.
Zijn eerste boek, Het mysterie van de L7788, schreef hij over de noodlanding in 1940 van een Engelse bommenwerper met een Tsjechische bemanning in de weilanden van Leidschendam. Reeds een jaar daarna volgde zijn tweede boek, In dienst van hun naaste..., dat in 1980 verscheen. Daarna volgden meer boeken.
Door zijn werk bij de HTM kwam hij door zijn grote fascinatie voor de geschiedenis en vervoer veel over dit bedrijf te weten en ook hier vatte hij zijn verzamelde kennis in een aantal uitgaven samen. Bovendien voerde hij het beheer over een archief op van de autobussen die na de oorlog in Nederland hebben dienstgedaan.

In 1999 stelde hij een website op met een archief van alle in Nederland rijdende en gereden hebbende autobussen met duizenden foto’s. Tijdens zijn ziekbed werd dit archief voortgezet door vrijwilligers.
Na zijn pensionering bij de HTM in 2009, legde hij zich geheel toe op het schrijven van boeken.
Vanaf 2006 werden gedurende de jaren diverse varianten van kanker bij hem geconstateerd, waardoor hij aan de gevolgen daarvan in een ziekenhuis moest worden opgenomen en daarna werd opgenomen in een revalidatiecentrum, en ten slotte het schrijven beperkt moest worden. Hij overleed aan de gevolgen van deze ziekte op 30 juli 2021.

## Citaat
Zijn favoriete citaat was: Wees wijs, wordt gek.! en....laat het verleden, tenzij je er iets moois mee wil doen.

## Uitgaven

### Militaire luchtvaart
- Bart M.Rijnhout, Het mysterie van de L7788, De Walburg Pers Zutphen, 1979; ISBN 906011 185 0.
- Bart M.Rijnhout, In dienst van hun naaste..., Wyt uitgevers Rotterdam, 1980; ISBN 90 6007 151 4.
- Bart M.Rijnhout en John P.Rennison, The Sky is our Ocean, Wyt uitgevers Rotterdam, 1981; ISBN 90 6007 141 7.
- Bart M. Rijnhout, De verloren strijd, uitgever Brabantia Nostra, Breda, 1981.
- Bart van der Klaauw en Bart M. Rijnhout, Luchtbrug Market Garden, uitgever Teleboek B.V, 1984; ISBN 90 6122 131 5.
- Bart M.Rijnhout, De geschiedenis van squadron 321, De Bataafsche Leeuw, Amsterdam 1984; ISBN 90 6707 037 8.
- Bart van der Klaauw en Bart M. Rijnhout, De luchtoorlog boven Nederland 1940-1945, De Bataafsche Leeuw, Amsterdam 1985; ISBN 90 6707 073 4.
- Bart van der Klaauw en Bart M. Rijnhout, De militaire luchtvaart in Indië 1914-1949 De Bataafsche leeuw, Amsterdam 1987; ISBN 90 6707 099 8/NUGI648.
- Bart M. Rijnhout, Kruisvaarders van de archipel, uitgever Lanasta, Slemerbrink 206, 7812 HJ Emmen, 2010; ISBN 978 90 8616 078 5.
- Bart van der Klaauw en Bart Rijnhout, Luchtbrug Market Garden, uitgever Lanasta, Slemerbrink 206, 7812 HJ Emmen, 2010; ISBN 978 90 8616 096 9.
- Bart M. Rijnhout, Wachters boven het stenen tijdperk deel 1, Geschiedenis van de Marine Luchtvaart Dienst (MLD) van 1922-1950 in Nieuw-Guinea, uitgever Lanasta, Slemerbrink 206, 7812 HJ Emmen, 2010; ISBN 978 90 8616 080 8.
- Bart M. Rijnhout, Wachters boven het stenen tijdperk deel 2, Geschiedenis van de Marine Luchtvaart Dienst (MLD) van 1922-1950 in Nieuw-Guinea, uitgever Lanasta, Slemerbrink 206, 7812 HJ Emmen, 2010; ISBN 978 90 8616 082 2.
- Bart M. Rijnhout, Luchtbrug Market Garden (De grootste luchtoperatie die tijdens de Tweede Wereldoorlog is uitgevoerd), 2011; ISBN 9789061221319.
- Bart M. Rijnhout, Luchtspiegeling 2 - Hier Fak Fak, Mariner meld u (de Martin Mariner vliegboot), 2013; ISBN 9789086162024.
- Bart M. Rijnhout, Geschiedenis van de Marine Luchtvaart Dienst (MLD) van 1922-1950 in Nieuw-Guinea,
- Bart M. Rijnhout, Boven de boerenkool, De Marineluchtvaartdienst in Nieuw Guinea 1951-1962, 2013; ISBN 9789086160822.
- Bart M. Rijnhout, Van tempo doeloe tot de 38ste breedtegraad / 4 - Militaire Historie. Nederlands-Indië vanaf 1945 tot aan de oorlog in Korea, 2020; ISBN 9789086160884.

### H.T.M. en autobussen
- Bart M. Rijnhout, Uitgave ter gelegenheid 60jaar Busvervoer H.T.M. 1984.
- Bart M. Rijnhout, 60 jaar Busvervoer H.T.M. 1924 – 1984.
- Bart M. Rijnhout, De donkerste jaren van H.T.M. busvervoer 1939-1946.
- Bart M. Rijnhout, De laatste bus op Dolle Dinsdag, 125 jaar H.T.M. persoonlijk vervoer.
- Bart M. Rijnhout en Ruurd Berendes, Waar gewerkt wordt vallen spaanders, uitgave Stichting Bever, 1988.
- Bart M. Rijnhout en Ruurd Berendes, Terugkeer Strandtrein, uitgave Stichting Bever, 1988.

### Niet uitgegeven werken
- Guyana, een vergeten Nederlandse geschiedenis
- Ankerplaats Cayenne; Hollandsche Nederzettingen aan de Oyapock
- Ankerplaats Cayenne (2013) Een Hollandse nederzetting in de West

### Internetpagina
- De laatste bus op Dolle Dinsdag (2019) Internetboek over autobussen tijdens en direct na de Tweede Wereldoorlog.